# Rakovica (Horvátország)
Rakovica falu és község Horvátországban, Károlyváros megyében. Közigazgatásilag Basara, Brajdić Selo, Brezovac, Broćanac, Čatrnja, Ćuić Brdo, Drage, Drežnik Grad, Gornja Močila, Grabovac, Irinovac, Jamarje, Jelov Klanac, Koranski Lug, Kordunski Ljeskovac, Korita, Lipovac, Lipovača, Mašvina, Nova Kršlja, Oštarski Stanovi, Rakovičko Selište, Sadilovac, Selište Drežničko és Stara Kršlja| települések tartoznak hozzá.

## Fekvése
Károlyvárostól 56 km-re délre, a Kordun területén, a Zágrábot Splittel összekötő 1-es számú főút mellett fekszik. Rakovica község határos Bosznia-Hercegovinával melynek legközelebbi jelentős városa Bihács innen 26 km-re délkeletre van. Közvetlenül határos a Plitvicei-tavak Nemzeti Parkkal.

## Története
A rakovicai Szent Ilona plébánia már a középkorban is létezett, első említése 1557-ben történt. Bihács 1592-es eleste a következő száz évre az egész vidéknek a sorsát megpecsételte. A 17. században a község területe lakatlan erdővel benőtt terület volt. Az állandó török betörések és rablások a lakosságot menekülésre kényszerítették. Az 1699-es karlócai béke a határt Irinovacig tolta keletre (Drežnik vára még török uralom alatt maradt) és a 17. század során elűzött lakosság kezdett visszatérni. A betelepülők legnagyobb csoportjai az ország belsejéből, főként a Hegyvidékről (Gorski kotar) és a török által megszállva tartott vidékekről érkeztek. Ezzel egyidejűleg Močila és Tobolića területéről pravoszláv lakosság is települt be. 1723-ban amikor Pohmajević püspök itt utazott át Saborsko felé a településnek még nem volt plébániája. Az első káplán Petar Cajnar 1750-ben érkezett ide, anyakönyveit 1751-től vezetik. 1752-ben Vuk Čolić püspök elrendelte, hogy a település romos templomát építsék újjá. Bár a templomot helyrehozták, 1769-ben megint az újjáépítés szükségességéről beszéltek. Rakovica 1771 és 1781 között lett újra önálló plébánia, a legvalószínűbb időpont 1777. Első plébánosa Petar Galetić volt. Rakovicának 1857-ben 910, 1910-ben 1093 lakosa volt. Trianonig Modrus-Fiume vármegye Ogulini járásához tartozott.
1871. október 8-án Eugen Kvaternik a Horvát Jogpárt egyik vezetője a rakovicai felkelés során itt kiáltotta ki Horvátország függetlenségét. A horvát határőrség azonban nem csatlakozott a felkeléshez, így az három nap alatt elbukott. Maga Kvaternik is elesett. A II. világháború idején lakossága nehéz időket élt át, de még megújult. A háború után azonban a lakosság száma kezdett visszaesni. A Plitvicei tavak közelsége és a turistaforgalom ehhez kapcsolódó erősödése állította meg ezt a folyamatot. 1991-ben a szerb támadás a horvát lakosságot menekülésre kényszerítette, 21 embert gyilkoltak meg. 1991 és 1995 között Rakovica a Krajinai Szerb Köztársaság része volt. 1995 augusztusában a Vihar hadművelet során szabadította fel a horvát hadsereg. A lakosság visszatért, de minden házat és a templomot is újjá kellett építeni. A falut áthaladó főút mellett ellátó intézmények épültek. Az újra növekvő turistaforgalom hatására az emberek szobákat kezdtek kiadni, túrót, pálinkát, mézet árulnak. Újfajta gazdasági tevékenységek alakultak ki. 2011-ben a falunak 310, a községnek összesen 2401 lakosa volt.

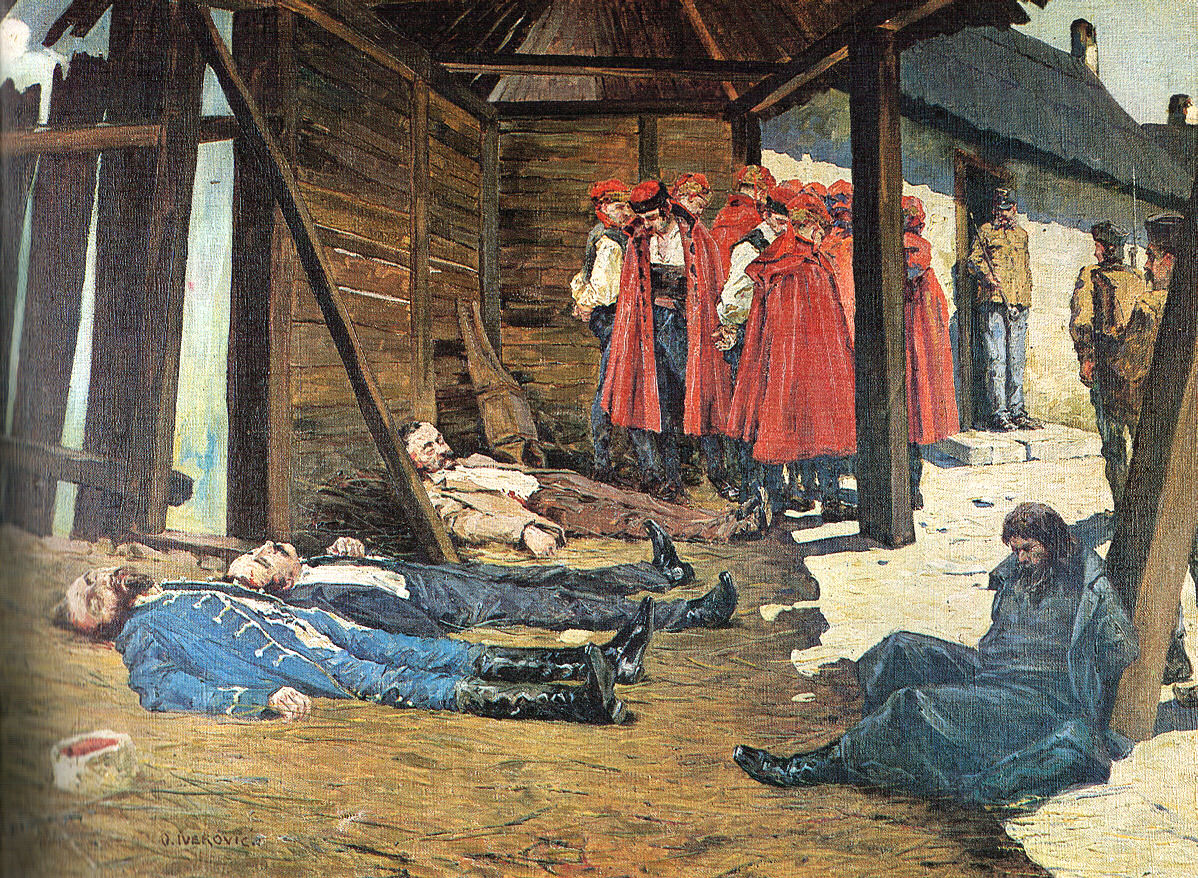
Oton Iveković: A rakovicai felkelés - Eugen Kvaternik halála

## A rakovicai felkelés
A felkelés előzményeként Kvaternik hívei október 7-én a közeli Broćanac faluban gyűltek össze és megalakították az ideiglenes horvát kormányt. Másnap Kvaternik kétszáz felfegyverzett horvát határőrrel és híveivel horvát zászlók alatt Rakovicára vonult, melyet a kormány székhelyének nyilvánítottak. A felkelőkhöz azonnal csatlakozott Rakovica, Broćanac, Brezovac, Mašvina, Plavča Draga és Močila falvak horvát és szerb lakossága. A felkelők nyolc pontos kiáltványt fogalmaztak meg, melyben hitet tettek minden osztrák-magyar uralom alatt élő nép szabadsága, a törvény előtti egyenlőség, az igazságos ítélkezés, a személyek és a tulajdon biztonságáért felelős önkormányzatok, a katonai közigazgatás eltörlése és az önálló vármegyék létrehozása mellett. Még ugyanezen a napon háromszáz katona indult Drežnikre, hogy az ottani helyőrséget is csatlakozásra bírja, de ez nem sikerült. 9-én a Kvaternik vezette felkelők Plaskiba érkeztek és ott töltötték az éjszakát. Egy ideig nem is ütköztek semmilyen katonai ellenállásba, nap közben azonban megérkezett az ogulini ezred több mint 1700 fős egysége és könnyedén szétszórta a felkelőket. Kvaternikkal mintegy négyszáz fiatal férfi maradt, akikkel a közeli Ljubča-hegyre vonult vissza éjszakára. Másnap a Ljubča-szorosban folytatódtak az összecsapások, mely során a felkelés vezetői Kvaternik, Bach, Rakijaš és az egyik Čiuć fivér elestek mások, mint Čuić testvére előbb Boszniába, majd Szerbiába menekültek. Ezzel három nap alatt felszámolták az ellenállást, a kormány pedig lépéseket tett a résztvevők elfogására.

## Lakosság

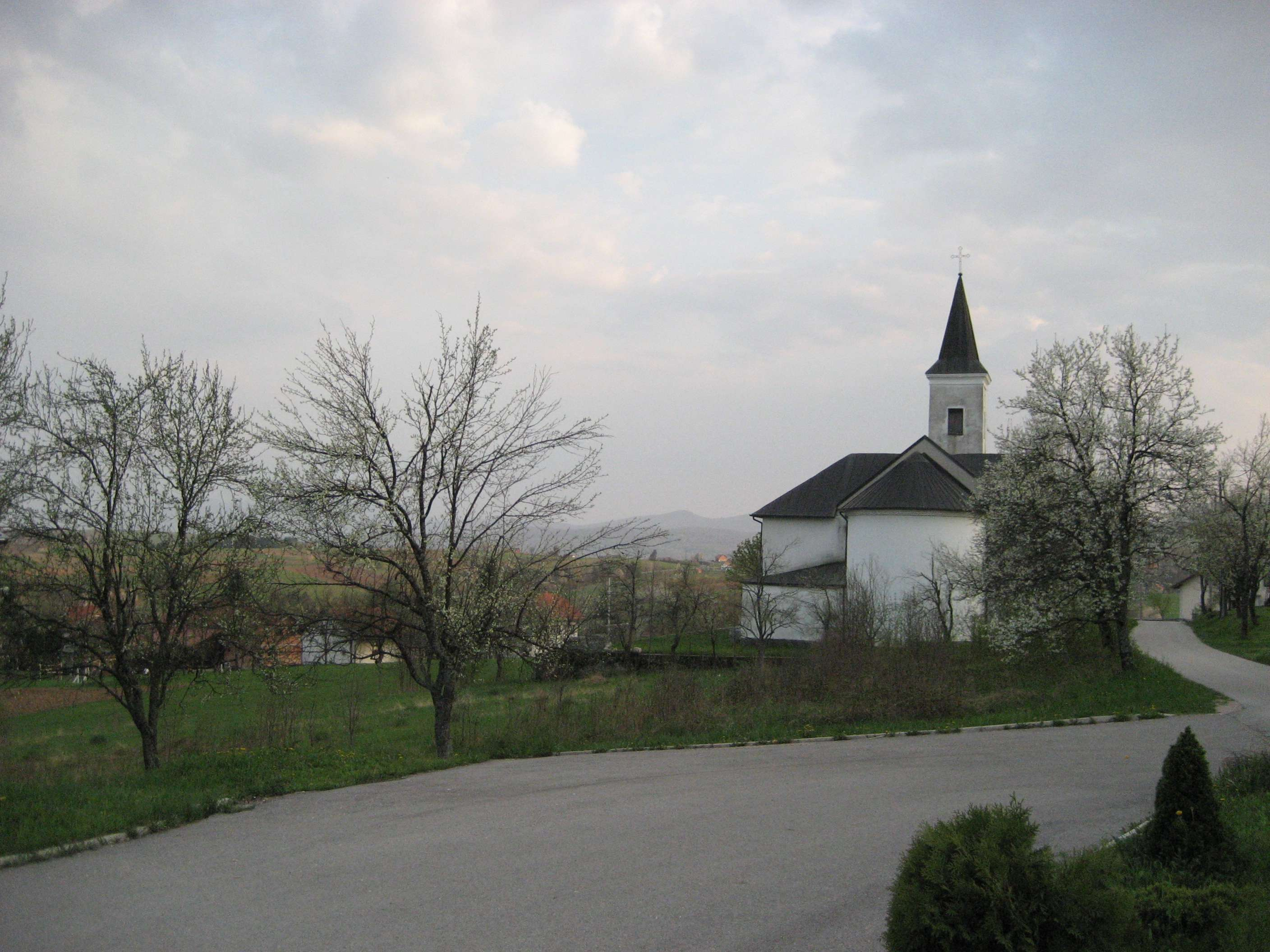
A Szent Ilona plébániatemplom

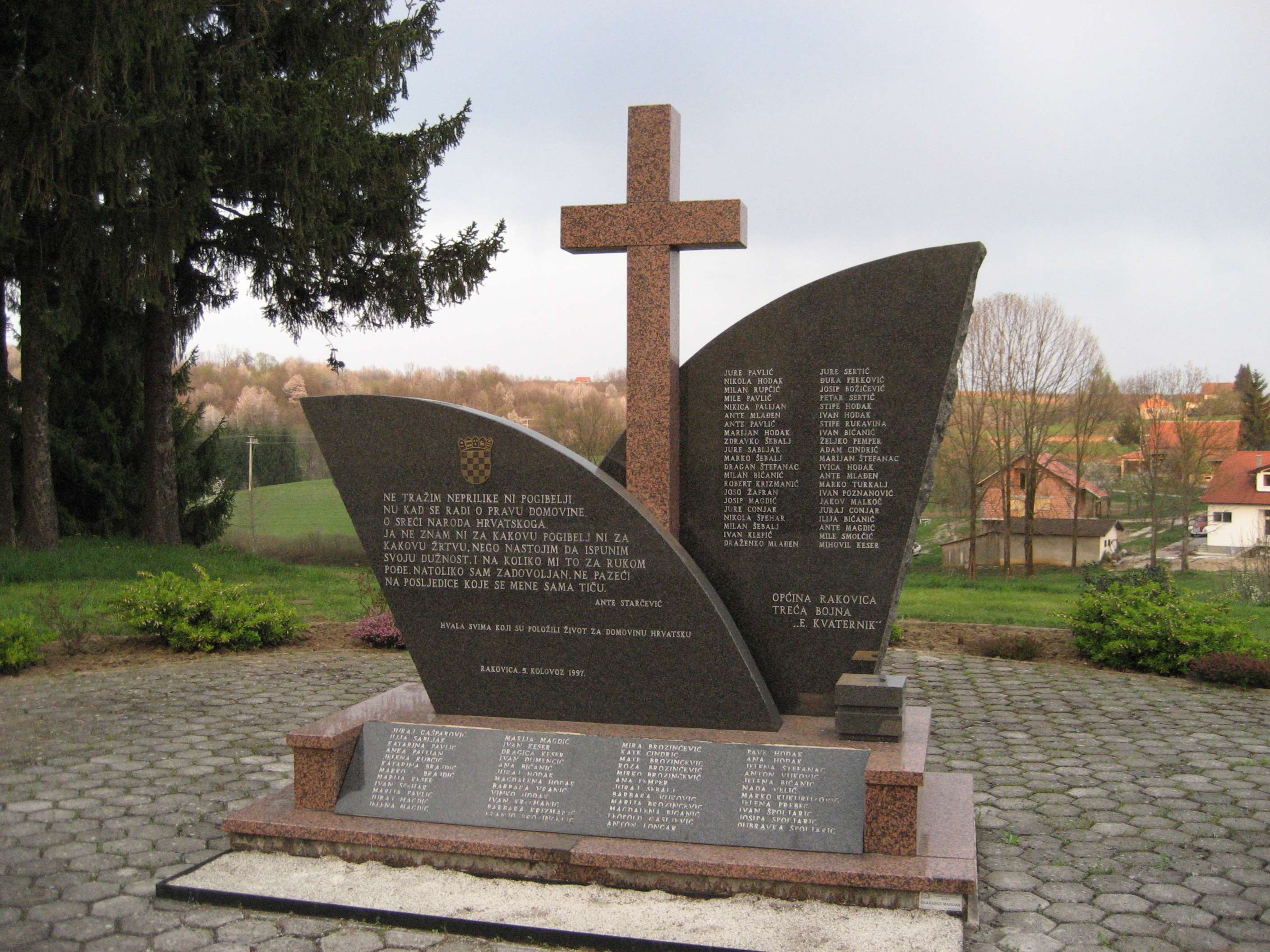
A hősi emlékmű

| Lakosság változása | Lakosság változása | Lakosság változása | Lakosság változása | Lakosság változása | Lakosság változása | Lakosság változása | Lakosság változása | Lakosság változása | Lakosság változása | Lakosság változása | Lakosság változása | Lakosság változása | Lakosság változása | Lakosság változása | Lakosság változása | Lakosság változása |
| ------------------ | ------------------ | ------------------ | ------------------ | ------------------ | ------------------ | ------------------ | ------------------ | ------------------ | ------------------ | ------------------ | ------------------ | ------------------ | ------------------ | ------------------ | ------------------ | ------------------ |
| 1857               | 1869               | 1880               | 1890               | 1900               | 1910               | 1921               | 1931               | 1948               | 1953               | 1961               | 1971               | 1981               | 1991               | 2001               | 2011               | 2021               |
| 1379               | 2250               | 2238               | 756                | 823                | 866                | 770                | 772                | 470                | 346                | 409                | 408                | 1169               | 1012               | 356                | 310                | 247                |

## Nevezetességei
- Szent Ilona tiszteletére szentelt római katolikus plébániatemploma[4] 1843-ban épült. A templomnak már a középkorban volt egy elődje, ezt azonban a török elpusztította. A Szent Ilona templom a fogadalmi templomok sorába tartozik, amikor ugyanis az itteniek a törökkel harcban álltak megfogadták, hogy ha megsegíti őket a Szent Keresztet felmagasztaló Szent Ilonának templomot építenek. A templom a II. világháború idején súlyosan megrongálódott. A plébánia épülete is romba dőlt. A honvédő háború idején 1991. október 15 és 30. között a templomot több gránát találat érte és leégett. 1995-ben a falu visszafoglalása után nyomban hozzáláttak a romok eltakarításához. Az újjáépítés 1997 nyarán kezdődött és egy évig tartott. Ez volt a szluini esperesi kerület első megújított temploma. A felújítás során a templom teljesen új belsőt és berendezést kapott. A templom minden év augusztus 18-án tartja búcsúünnepét, melyet a nép csak "zbor"-nak nevez. Erre az ország minden részéből érkeznek búcsújáró hívek. A búcsú csúcspontja a kora esti vecsernye, melyre a templom előtti téren három-négyszáz ember is összejön.
- Eugen Kvaternik emlékműve.
- Rakovica község területén több mint száz barlang található, melyek némelyike több mint egy kilométer hosszúságú. Az egyik barlang tíz kilométernél is hosszabb. A barlangok földalatti járatain vízfolyások törnek át. Ezek egy része képezi a Rakovica alatt elterülő kiterjedt föld alatti vízhálózatot.

- A Plitvicei-tavak Nemzeti Parkban a Korana folyón található a vízhajtású fűrészmalom.[5] Az épület egy földszintes "L" alaprajzú építmény, mely a 19. század végén eredetileg vizimalomként épült. 1922-ben a Špoljarić család vásárolta meg, és fűrészgépet épített bele, majd az épületet fűrészüzemmé alakította át. A fűrészelés folyamata, valamint az üzem egy része és mechanizmusa az építés óta nem változott jelentősen. A Kordun, Lika és Gorski Kotar környékén található több száz fűrésztelep közül, amelyek a 19. században és a 20. század elején épültek, mára csak néhány maradt fenn, míg a turisztikai célú fűrészmalmok közül a Koránán ez az egyetlen.
- A plitvicei és rakovicai körzet lakói által használt, a Korana folyón található hat közösségi malom közül az egyetlen fennmaradt malom[6] a 19. században épült, 2002-ben felújították és átépítették. Az iparosodás előtti időszakra jellemző tradicionális épület a Plitvicei-tavak térségének kulturális örökségének rendkívül fontos része, amely autentikus módon mutatja be a hagyományos őrlési mesterséget.